# Пирки (Полтавская область)
Пирки (укр. Пірки; с 1945 по 2016 г. Комсомо́льское) — село, Тарасовский сельский совет, Зеньковский район, Полтавская область, Украина.

## Географическое положение
Село Пирки находится на берегу реки Ташань,
выше по течению на расстоянии в 4 км расположено село Камыши,
ниже по течению на расстоянии в 2 км расположено село Севериновка.
Река в этом месте извилистая, образует лиманы, старицы и заболоченные озёра.

## История
Николаевская церковь известна с 1739 года
Основано как село Пирки, входило в состав Полтавской губернии Российской империи.
Есть на карте 1812 года
В ходе Великой Отечественной войны в 1941—1943 гг. село находилось под немецкой оккупацией, но после окончания боевых действий было восстановлено и в 1945 году получило новое название Комсомольское.
В 1967 году численность населения составляла 1500 человек, здесь находилась центральная усадьба колхоза им. Свердлова (имевшего 3666 гектаров земли и специализировавшегося на выращивании зерновых культур и сахарной свеклы), восьмилетняя школа, библиотека и два клуба.
По переписи 2001 года население составляло 703 человека.
В ходе декоммунизации в марте 2016 года переименовано в Пирки.

## Транспорт
Находится в 45 км от ближайшей железнодорожной станции Гадяч

## Объекты социальной сферы
- Дом культуры.